# Phytoecia
Phytoecia es un género de escarabajos longicornios de la subfamilia Lamiinae.

## Especies
- Phytoecia acridula
- Phytoecia adelpha
- Phytoecia adusta
- Phytoecia aenigmatica
- Phytoecia aethiopica
- Phytoecia affinis
- Phytoecia albosuturalis
- Phytoecia albovittigera
- Phytoecia algerica
- Phytoecia alinae
- Phytoecia alziari
- Phytoecia analis
- Phytoecia anatolica
- Phytoecia andreaei
- Phytoecia angusta
- Phytoecia angusterufonotata
- Phytoecia annulata
- Phytoecia annulicornis
- Phytoecia annulipes
- Phytoecia anteatra
- Phytoecia anterufa
- Phytoecia antoniae
- Phytoecia apicefuscipennis
- Phytoecia approximata
- Phytoecia argenteosuturalis
- Phytoecia argus
- Phytoecia ariannae
- Phytoecia armeniaca
- Phytoecia asiatica
- Phytoecia aspericollis
- Phytoecia astarte
- Phytoecia atricollis
- Phytoecia atripennis
- Phytoecia atripes
- Phytoecia atrofrontalis
- Phytoecia atrohumeralis
- Phytoecia aurivillii
- Phytoecia badenkoi
- Phytoecia balcanica
- Phytoecia bangi
- Phytoecia basilewskyi
- Phytoecia basirufipennis
- Phytoecia behen
- Phytoecia beuni
- Phytoecia bialookii
- Phytoecia bithynensis
- Phytoecia bodemeyeri
- Phytoecia bohemani
- Phytoecia breverufonotata
- Phytoecia brevicornis
- Phytoecia bruneicollis
- Phytoecia brunnerae
- Phytoecia bucharica
- Phytoecia caerulea
- Phytoecia capensis
- Phytoecia centaureae
- Phytoecia cephalotes
- Phytoecia chehirensis
- Phytoecia chinensis
- Phytoecia cincticollis
- Phytoecia cinctipennis
- Phytoecia cinerascens
- Phytoecia circumdata
- Phytoecia coeruleipennis
- Phytoecia coeruleomicans
- Phytoecia coerulescens
- Phytoecia collaris
- Phytoecia comes
- Phytoecia compacta
- Phytoecia croceipes
- Phytoecia cylindrica
- Phytoecia cylindricollis
- Phytoecia damarensis
- Phytoecia dantchenkoi
- Phytoecia demelti
- Phytoecia densepuncticeps
- Phytoecia diademata
- Phytoecia disconotaticollis
- Phytoecia drurei
- Phytoecia erivanica
- Phytoecia erythaca
- Phytoecia erythrocnema
- Phytoecia exilis
- Phytoecia eylandti
- Phytoecia faldermanni
- Phytoecia farinosa
- Phytoecia ferrea
- Phytoecia ferrugata
- Phytoecia fervida
- Phytoecia flavescens
- Phytoecia flavipes
- Phytoecia flavovittata
- Phytoecia forticornis
- Phytoecia fossulata
- Phytoecia freyi
- Phytoecia fuscolateralis
- Phytoecia ganglbaueri
- Phytoecia gaubilii
- Phytoecia geniculata
- Phytoecia gianassoi
- Phytoecia glabra
- Phytoecia gougeletii
- Phytoecia griseicornis
- Phytoecia griseola
- Phytoecia griseomaculata
- Phytoecia grossepunctata
- Phytoecia guilleti
- Phytoecia halperini
- Phytoecia haroldii
- Phytoecia hirsutula
- Phytoecia holonigra
- Phytoecia hovorkai
- Phytoecia humeralis
- Phytoecia icterica
- Phytoecia imperialis
- Phytoecia inapicalis
- Phytoecia incallosa
- Phytoecia incensa
- Phytoecia incensoides
- Phytoecia indica
- Phytoecia infranigra
- Phytoecia infrapunctata
- Phytoecia insignata
- Phytoecia insignis
- Phytoecia irakensis
- Phytoecia kabateki
- Phytoecia kartalensis
- Phytoecia konyaensis
- Phytoecia krupitskyi
- Phytoecia kubani
- Phytoecia kukunorensis
- Phytoecia kurdistana
- Phytoecia lahoulensis
- Phytoecia larvata
- Phytoecia lateralis
- Phytoecia latesuturalis
- Phytoecia leleupi
- Phytoecia lineata
- Phytoecia longicollis
- Phytoecia longicornis
- Phytoecia maculicollis
- Phytoecia magnanii
- Phytoecia malachitica
- Phytoecia manicata
- Phytoecia marki
- Phytoecia melanocephala
- Phytoecia merkli
- Phytoecia mesopotamica
- Phytoecia metallescens
- Phytoecia millefolii
- Phytoecia minuta
- Phytoecia molybdaena
- Phytoecia mongolorum
- Phytoecia napolovi
- Phytoecia nausicae
- Phytoecia neavei
- Phytoecia nepheloides
- Phytoecia nigra
- Phytoecia nigricornis
- Phytoecia nigriventris
- Phytoecia nigroapicaloides
- Phytoecia nigrofemorata
- Phytoecia nigrohumeralis
- Phytoecia nigrovittata
- Phytoecia nivea
- Phytoecia ochraceipennis
- Phytoecia orbicollis
- Phytoecia orientis
- Phytoecia ornata
- Phytoecia pallidipennis
- Phytoecia parteruficollis
- Phytoecia pauliraputii
- Phytoecia paulusi
- Phytoecia pici
- Phytoecia pilosicollis
- Phytoecia plasoni
- Phytoecia pontica
- Phytoecia porosa
- Phytoecia povolnyi
- Phytoecia praetextata
- Phytoecia prasina
- Phytoecia pretiosa
- Phytoecia pseudafricana
- Phytoecia pseudocallosa
- Phytoecia pseudofervida
- Phytoecia pseudolatesuturalis
- Phytoecia pseudoneavei
- Phytoecia pseudorientis
- Phytoecia pseudoruficeps
- Phytoecia pseudosomereni
- Phytoecia pubescens
- Phytoecia puncticollis
- Phytoecia punctipennis
- Phytoecia punctulipennis
- Phytoecia pustulata
- Phytoecia rabatensis
- Phytoecia remaudierei
- Phytoecia repetekensis
- Phytoecia rubropunctata
- Phytoecia rufa
- Phytoecia ruficollis
- Phytoecia rufipes
- Phytoecia rufiventris
- Phytoecia rufovittipennis
- Phytoecia rufulescens
- Phytoecia rungsi
- Phytoecia salvicola
- Phytoecia samii
- Phytoecia sareptana
- Phytoecia schuberti
- Phytoecia schurmanni
- Phytoecia scutellata
- Phytoecia seminigripennis
- Phytoecia sericea
- Phytoecia serriventris
- Phytoecia shokhini
- Phytoecia sikkimensis
- Phytoecia smatanai
- Phytoecia somereni
- Phytoecia stenostoloides
- Phytoecia subannularis
- Phytoecia subcallosa
- Phytoecia subcoerulata
- Phytoecia subdorsata
- Phytoecia sublateralis
- Phytoecia subrufulescens
- Phytoecia suturaloides
- Phytoecia suturevittata
- Phytoecia suvorowi
- Phytoecia sylvatica
- Phytoecia tatyanae
- Phytoecia tauricola
- Phytoecia tekensis
- Phytoecia tenuilinea
- Phytoecia tessmanni
- Phytoecia testaceolimbata
- Phytoecia testaceovittata
- Phytoecia tigrina
- Phytoecia tirellii
- Phytoecia transcaspica
- Phytoecia transversicollis
- Phytoecia truncatipennis
- Phytoecia uncinata
- Phytoecia uniformis
- Phytoecia vagecarinata
- Phytoecia valentinae
- Phytoecia varentzowi
- Phytoecia vaulogeri
- Phytoecia virgula
- Phytoecia vittata
- Phytoecia vittipennis
- Phytoecia volkovitshi
- Phytoecia vulneris
- Phytoecia wachanrui
- Phytoecia waltli